# De Bergen (Eindhoven)
De Bergen is een wijk in Eindhoven, in de Nederlandse provincie Noord-Brabant. Het is een middeleeuwse kern die meteen buiten de omwalling van de oude stad was gesitueerd. De wijk behoort tot het stadsdeel Centrum en ligt direct tegen de binnenstad. Op 1 januari 2023 telde de buurt 2.835 inwoners, verdeeld over 1.678 woningen, met een gemiddelde WOZ-waarde van € 399.000, op een oppervlakte van 0,35 km².
De oorsprong van de naam De Bergen heeft te maken met de ligging: dit deel van het centrum dat net ten zuidwesten van het kernwinkelgebied is gesitueerd, is gebouwd op enkele zandheuvels. In sommige straten zijn er kleine hoogteverschillen waar te nemen. De belangrijkste straten in deze wijk zijn de Grote Berg, Kleine Berg en Bergstraat. Ook het Wilhelminaplein neemt een belangrijke rol in. De wijk kenmerkt zich door de diverse (eet)cafés, restaurants, juweliers, en artistieke kunst-, boek- en antiekwinkeltjes. De wijk is een van de oudste wijken van Eindhoven en tijdens de Tweede Wereldoorlog grotendeels gespaard, zodoende beschikt de wijk over veel karakteristieke woonhuizen en straatjes.
Ten zuiden van de Grote Berg is onder meer de monumentale brandweerkazerne gevestigd en wordt een karakteristiek nieuwbouwproject gerealiseerd op de Deken van Somerenstraat.  De Bergen heeft de meeste monumenten per vierkante meter van de stad Eindhoven, te zien op de monumentenkaart.
In het zuidoosten scheidt de Dommel in het Anne Frankplantsoen de buurt van de buurt de Elzent. Vanuit het Anne Frankplantsoen lopen verschillende fiets en wandelroutes door naar de Genneper Parken en High Tech Campus Eindhoven. 

## Bezienswaardigheden
In de nabijheid van De Bergen bevindt zich onder meer het DAF Museum, Sint Catharinakerk, preHistorisch Dorp, Philipsmuseum, Van Abbe Museum en Parktheater. 

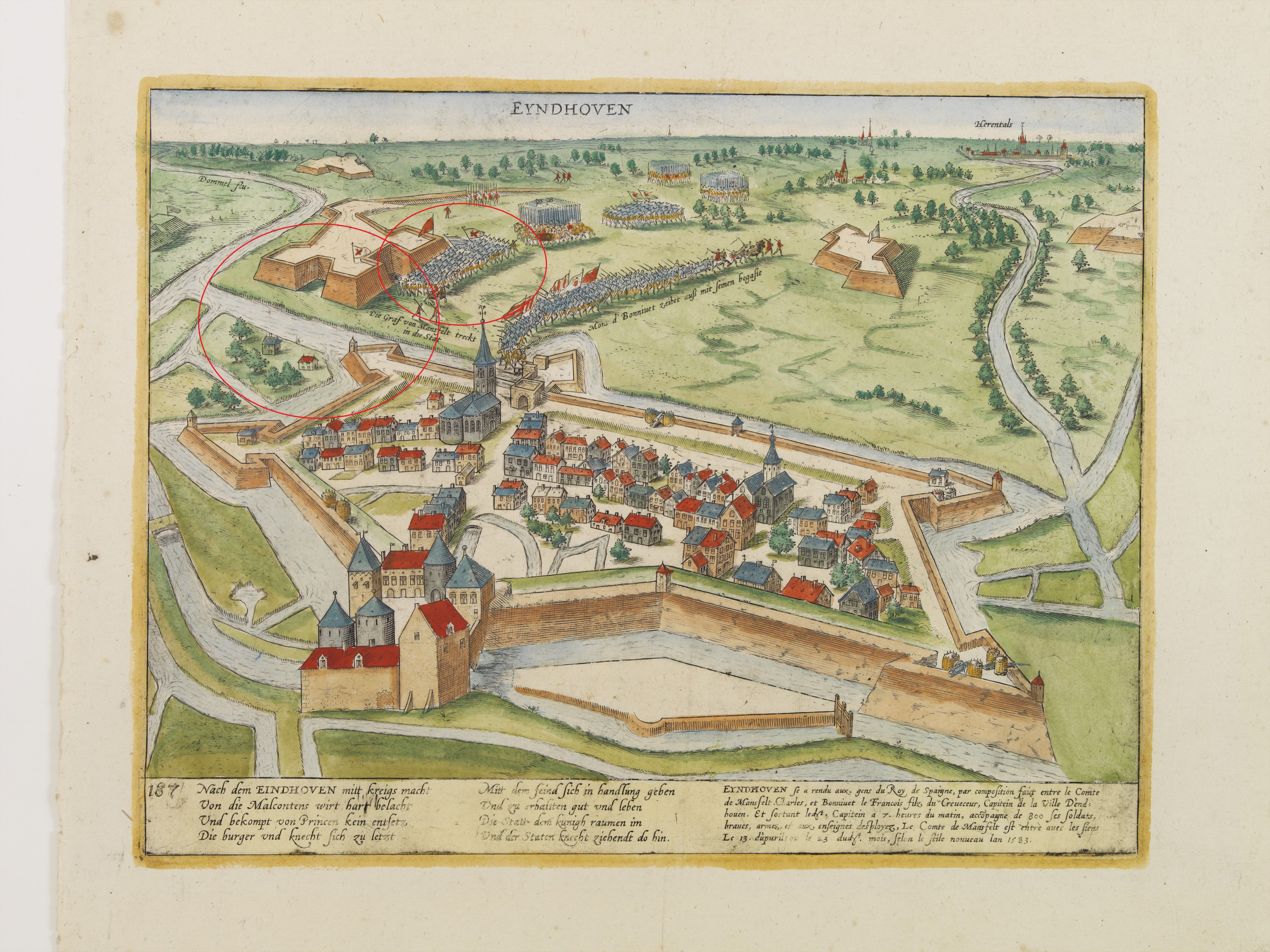

## Fotogalerij

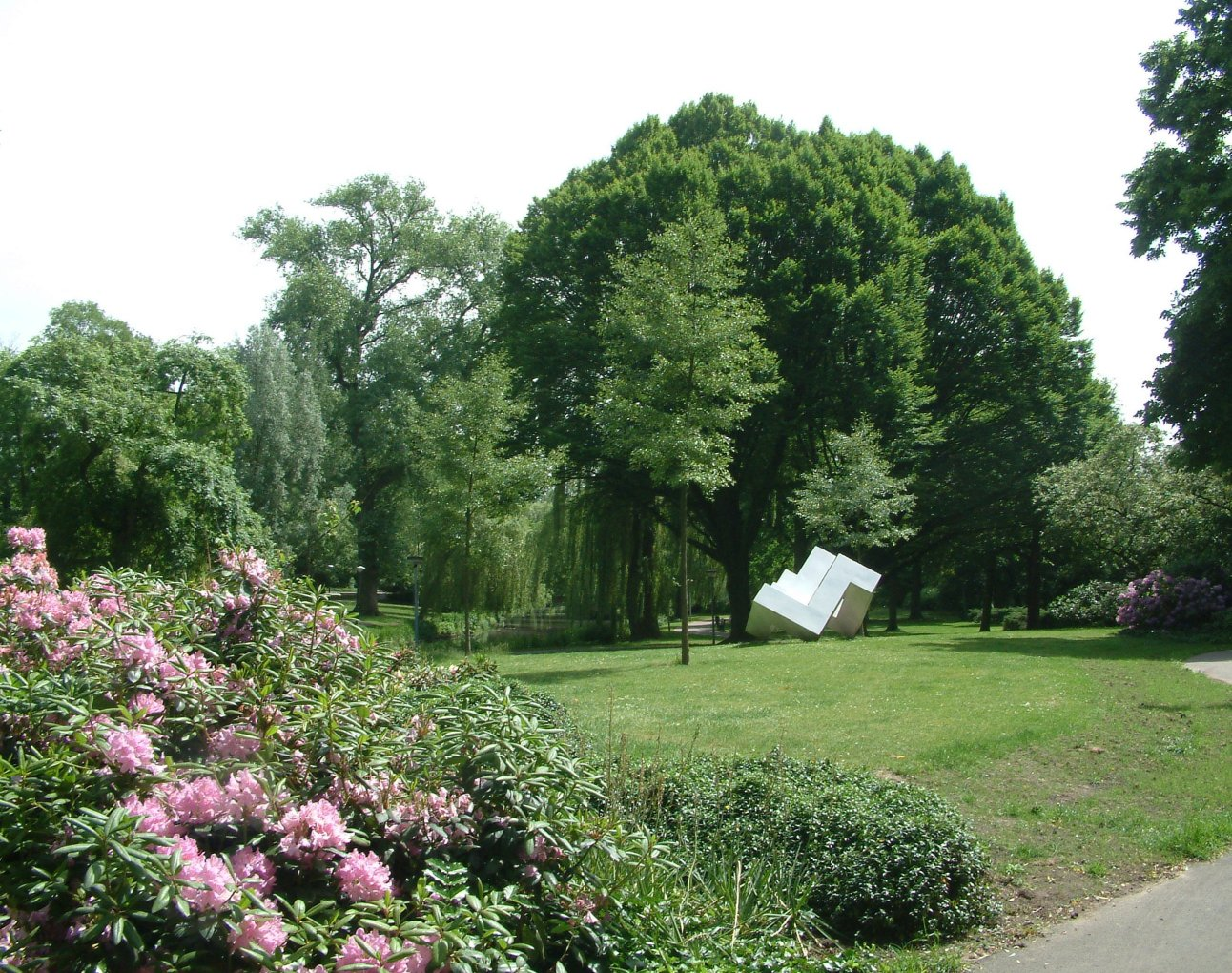
Het Anne Frankplantsoen
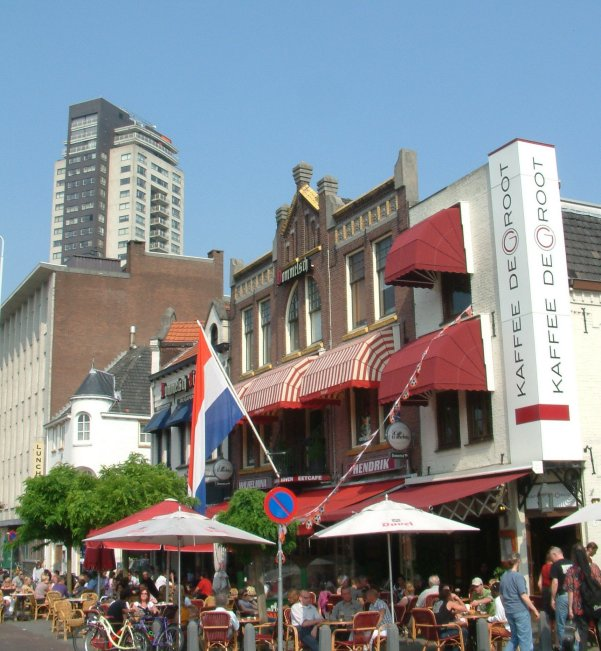
Het Wilhelminaplein
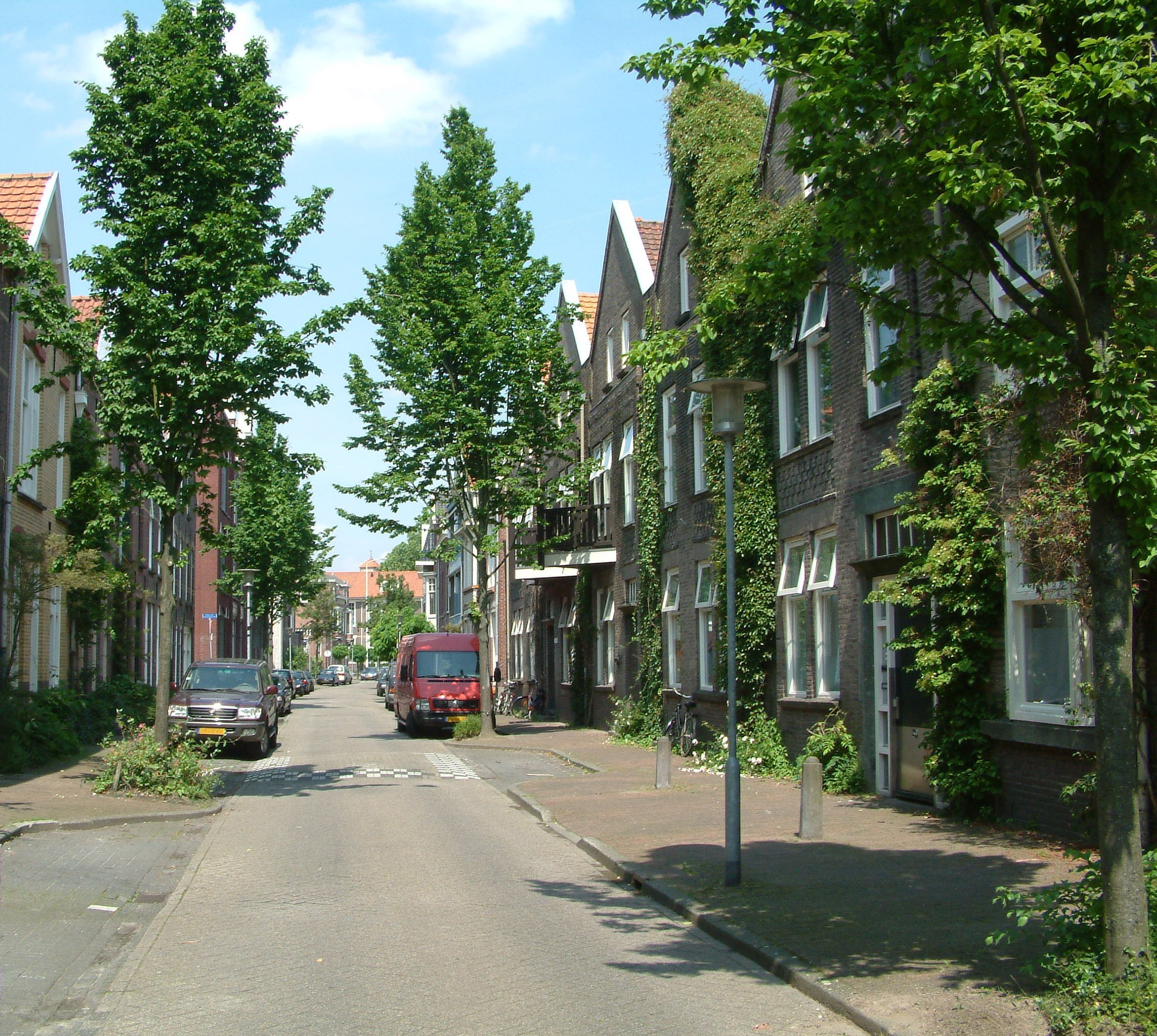
Sint Catherinastraat
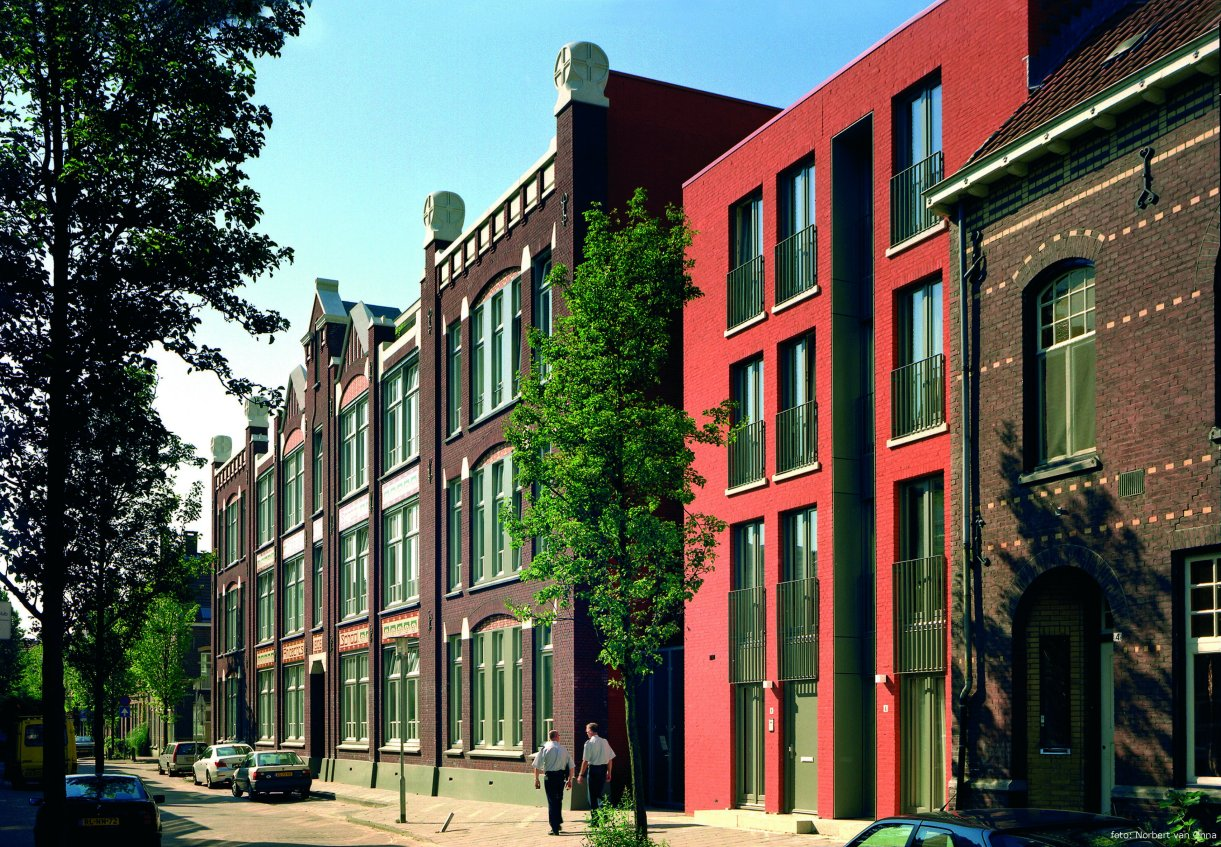
Sint Catherinastraat, oud en nieuw naast elkaar
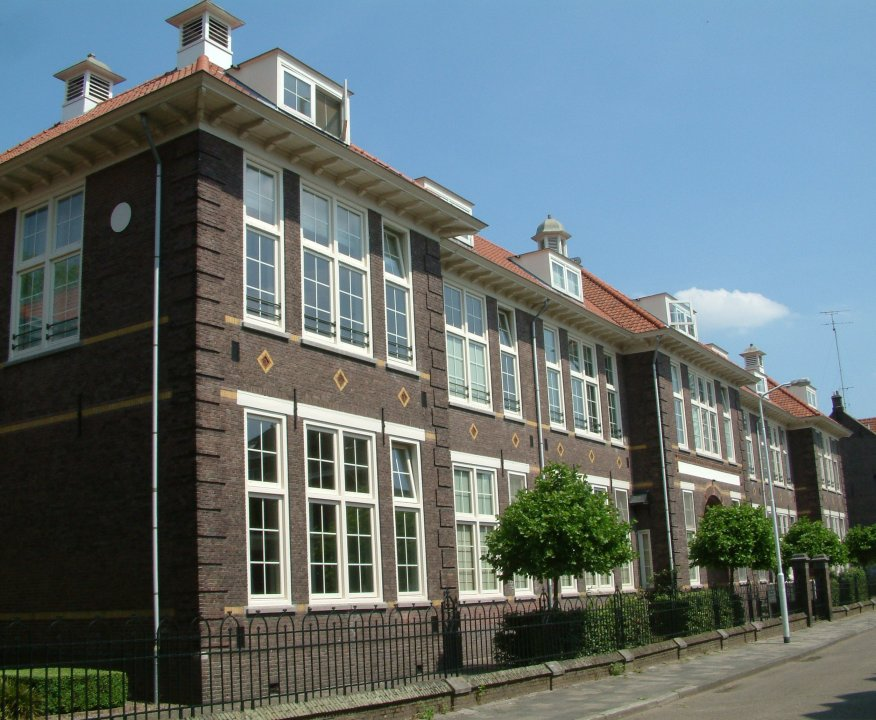
De (voormalige) Julianaschool
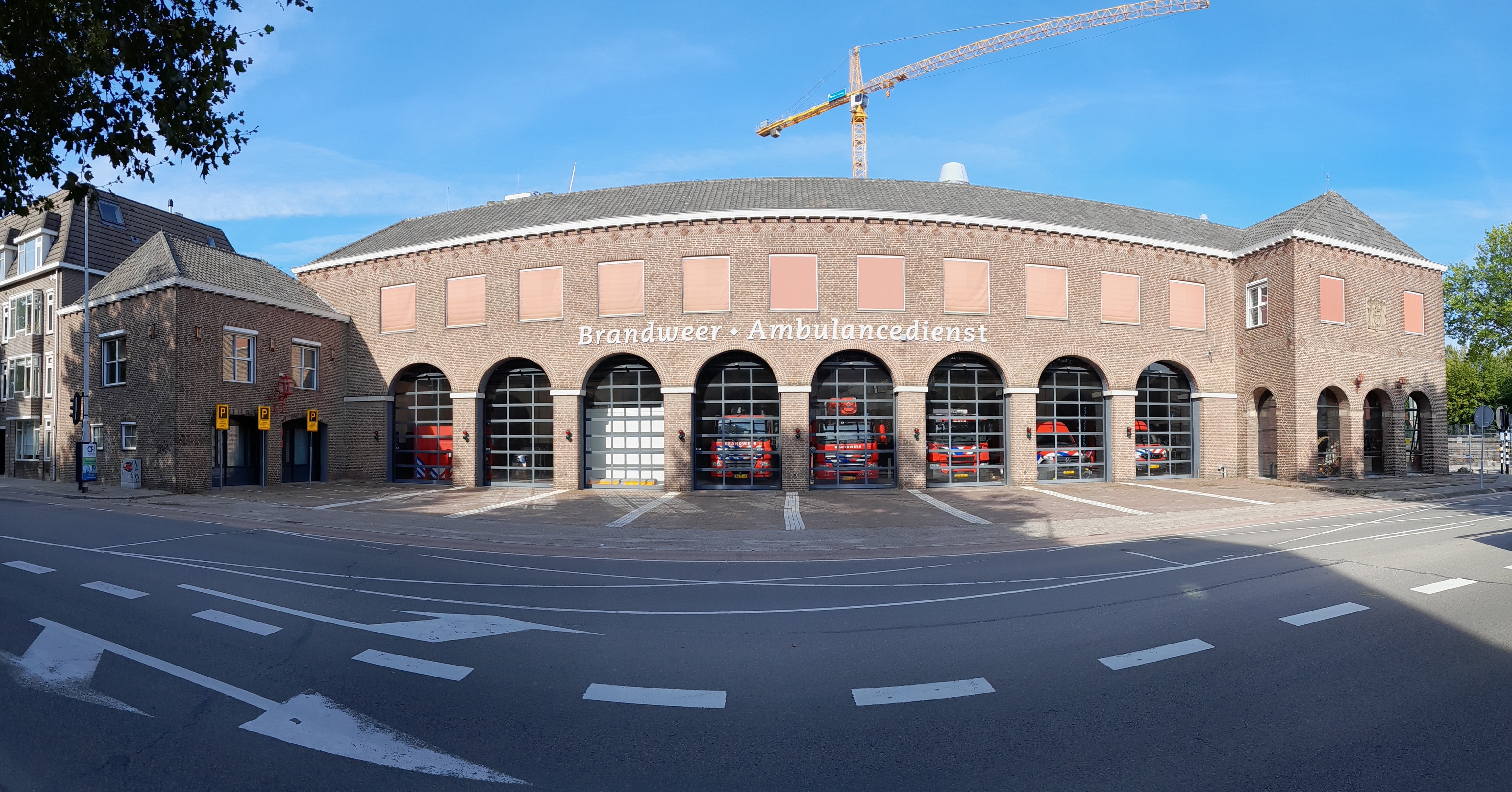
De brandweerkazerne aan de Edenstraat
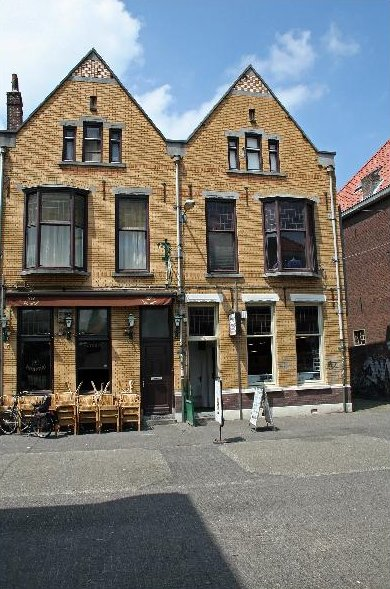
de Kleine Berg